# Miguel Indurain
Miguel Indurain Larraya (Villava, 16 luglio 1964) è un ex ciclista su strada spagnolo.
Soprannominato Miguelón, fu professionista dal 1984 al 1996. Aveva caratteristiche di passista-scalatore, era abile discesista e fortissimo cronoman, e per lo strapotere nelle prove contro il tempo e la capacità di amministrare ottimamente la corsa sulle montagne venne spesso accostato al campione francese Jacques Anquetil. Nel suo palmarès figurano cinque Tour de France vinti consecutivamente dal 1991 al 1995 – l'unico a riuscirvi, dal momento che i sette titoli consecutivi di Lance Armstrong sono stati revocati – e due Giri d'Italia in accoppiata al Tour, nel 1992 e 1993, oltre al titolo di campione del mondo a cronometro ottenuto nel 1995 e alla medaglia d'oro olimpica, nella medesima specialità, ai Giochi di Atlanta nel 1996.
Anche il fratello minore Prudencio Indurain, classe 1968, fu professionista dal 1991 al 1999, aiutandolo come gregario per sei anni, dal 1991 al 1996.

## Carriera

### Gli esordi
Nato in una famiglia di agricoltori della Navarra, cominciò con l'atletica leggera (praticava mezzofondo) per poi passare, all'età di undici anni, alla bicicletta. Nel settembre 1975 cominciò a gareggiare con il Club Ciclista Villavés, e già nel 1976 ottenne quindici vittorie. Dopo la trafila delle categorie giovanili sempre con la formazione di Villava, nella primavera del 1983 debuttò tra i dilettanti con la Reynolds, storica squadra di Irurtzun affiliata alla Reynolds professionistica. In due stagioni da dilettante vinse un Campeonato de Navarra, un titolo nazionale di categoria (entrambi nel 1983) e nel 1984 una tappa del prestigioso Tour de l'Avenir in Francia; partecipò anche ai Giochi olimpici di Los Angeles 1984, ritirandosi dalla prova in linea.

### 1984-1990: i primi anni da professionista
Indurain divenne ciclista professionista all'età di vent'anni, il 4 settembre 1984, proprio con la Reynolds, squadra navarra diretta da José Miguel Echavarri. Già nel 1985 prese parte ai suoi primi Grandi Giri, la Vuelta a España e il Tour de France, nemmeno ventunenne: nella corsa spagnola, che concluse all'ottantaquattresimo posto, si mise in mostra vestendo per quattro giorni la maglia oro di leader della generale, mentre alla Grande Boucle si ritirò durante la quarta tappa. Inizialmente all'ombra del capitano Pedro Delgado, riuscì a far intravedere il suo potenziale al Tour de la Communauté Européenne (già Tour de l'Avenir), prova in cui nel 1985 vinse due tappe, e che si aggiudicò nel 1986 dopo altri due successi parziali. La sua crescita avvenne in modo graduale nella seconda parte degli anni ottanta: dopo essersi aggiudicato numerose competizioni di secondo piano in territorio spagnolo tra 1986 e 1987 e aver contribuito alla vittoria di Delgado al Tour de France 1988, nel settembre 1988 si aggiudicò la Volta Ciclista a Catalunya grazie al successo nella cronometro dell'ultimo giorno. A spingerlo anche un eccezionale ritmo cardiaco che, a riposo, pulsava a soli 28/29 battiti al minuto, e una capacità polmonare di ben 8 litri.
Nel 1989 si impose nella classifica finale della Parigi-Nizza, interrompendo il dominio di Sean Kelly che durava da sette anni, e nella nona tappa del Tour de France, sui Pirenei a Cauterets. L'anno successivo, con la maglia della nuova Banesto, riuscì a ripetere i risultati in entrambe le competizioni: vinse infatti ancora la Parigi-Nizza e poi una tappa, sul traguardo pirenaico di Luz-Ardiden, al Tour de France, corsa in cui chiuse per la prima volta in Top 10, decimo. In stagione si piazzò inoltre settimo alla Vuelta a España, e aggiunse al proprio palmarès la Clásica San Sebastián, sua unica vittoria in una classica, grazie a uno scatto sullo Jaizkibel a 35 chilometri dall'arrivo.

### 1991-1993: tre vittorie al Tour de France e due al Giro d'Italia

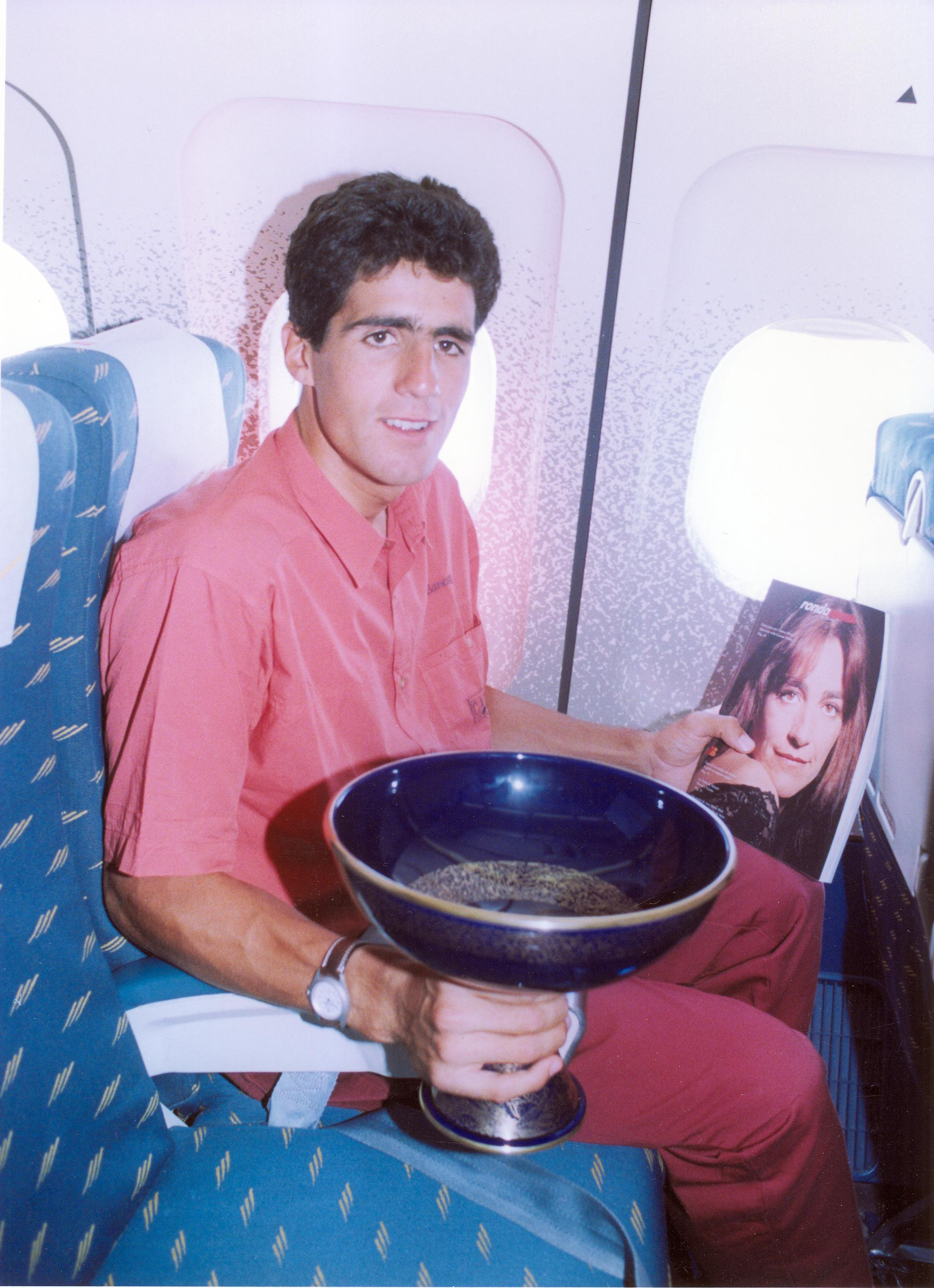
Indurain di rientro in Spagna, premiato per la vittoria del Tour de France 1991

Forte del ruolo di capitano della sua squadra, nel maggio 1991 Indurain chiuse al secondo posto la Vuelta a España – miglior piazzamento in carriera nella gara iberica –battuto dal solo Melchor Mauri. Al Tour de France subito seguente si presentò con un ruolo di outsider, e nella tappa a cronometro da Argentan a Alençon batté tutti, vincendo davanti a Greg LeMond. Nella seconda parte della Grande Boucle arrivò la sua consacrazione: nella tredicesima tappa (da Jaca a Val-Louron), dopo aver risposto all'attacco di Claudio Chiappucci (poi vincitore di giornata) sul Col d'Aspin ed essersi lasciato alle spalle i favoriti LeMond, Fignon e il proprio capitano Delgado, decretando così definitivamente il ricambio generazionale, conquistò la sua prima maglia gialla. Nelle tappe seguenti riuscì a difendere il primato dagli attacchi di Gianni Bugno, arrivando in giallo fino a Parigi, quarto spagnolo a riuscirvi dopo Federico Bahamontes, Luis Ocaña e Pedro Delgado. Nel finale di stagione Bugno si prese la rivincita ai campionati del mondo su strada di Stoccarda, lasciando a Indurain la medaglia di bronzo; Indurain concluse l'anno con il successo alla Volta Ciclista a Catalunya.

Da destra: Indurain, vincitore del Giro d'Italia 1992, sul podio di Milano insieme alla maglia verde e secondo classificato Claudio Chiappucci.

A inizio 1992 concluse terzo alla Parigi-Nizza e secondo al Giro di Romandia. Questi risultati, uniti a quelli dell'anno prima, lo portarono a presentarsi ai nastri di partenza del Giro d'Italia con i favori del pronostico: in quella corsa vestì la maglia rosa già al terzo giorno, vinse la cronometro di Sansepolcro, controllò i rivali Chiappucci e Chioccioli nelle tappe di montagna e infine inflisse loro pesanti distacchi nella cronometro finale di 66 chilometri da Vigevano a Milano, conquistando il suo primo Giro. Favorito anche al seguente Tour de France, si dimostrò nuovamente imbattibile a cronometro: dopo aver vinto il prologo a San Sebastián, si impose prima nella cronometro di Lussemburgo, in cui staccò tutti di più di tre minuti completando i 65 chilometri alla media di 49,046 km/h, e poi nella tappa da Tours a Blois, in cui coprì i 64 chilometri di percorso a 52,352 km/h di media (record per le cronometro di oltre 50 chilometri). In quel Tour evidenziò comunque ancora una notevole capacità di gestire avversari più adatti alle salite, primo fra tutti Chiappucci, vincitore di due tappe alpine e della classifica scalatori, riuscendo così ad aggiudicarsi la sua seconda Grande Boucle. La stagione si concluse senza l'acuto nel campionato del mondo, disputato in Spagna a Benidorm, in cui, pur correndo con il ruolo di favorito, si piazzò solo sesto dovendo ancora una volta arrendersi a Bugno. Pochi giorni dopo il mondiale si aggiudicò comunque la sua seconda Volta Ciclista a Catalunya, e con 2 023 punti divenne, in chiusura di annata, il numero uno del ranking mondiale della Federazione dei ciclisti professionisti.
Nel 1993 realizzò un'altra accoppiata Giro-Tour. Nella gara italiana vinse due delle tre cronometro in programma, si limitò perlopiù a controllare e a resistere agli attacchi del lettone Pëtr Ugrjumov, battuto alla fine per meno di un minuto. Nella Grande Boucle, ove fu maglia gialla per quattordici tappe, nessun avversario mise invece realmente in discussione il suo primato: Indurain si aggiudicò il prologo e la cronometro di Lac de Madine (59 km), e in classifica finale precedette Tony Rominger di quasi cinque minuti e Zenon Jaskuła di quasi sei. A fine anno, dopo la medaglia d'argento in linea ai campionati del mondo di Oslo (vinti da Lance Armstrong), poté festeggiare di nuovo il primato nella classifica mondiale professionisti, stilata a partire da quella stagione dall'Unione Ciclistica Internazionale.

### 1994-1995: gli ultimi due Tour de France, il record dell'ora e il mondiale
Il 1994 di Indurain iniziò con alcuni successi in gare minori tra Spagna e Francia. Tra maggio e giugno al Giro d'Italia, complice una condizione non ottimale, il campione navarro non andò invece oltre il terzo posto finale, senza successi parziali: a precederlo in classifica furono i giovani Evgenij Berzin, che fece sua la corsa imponendosi anche nelle due cronometro in programma, e Marco Pantani, secondo ma vincitore in due tappe sulle Alpi.

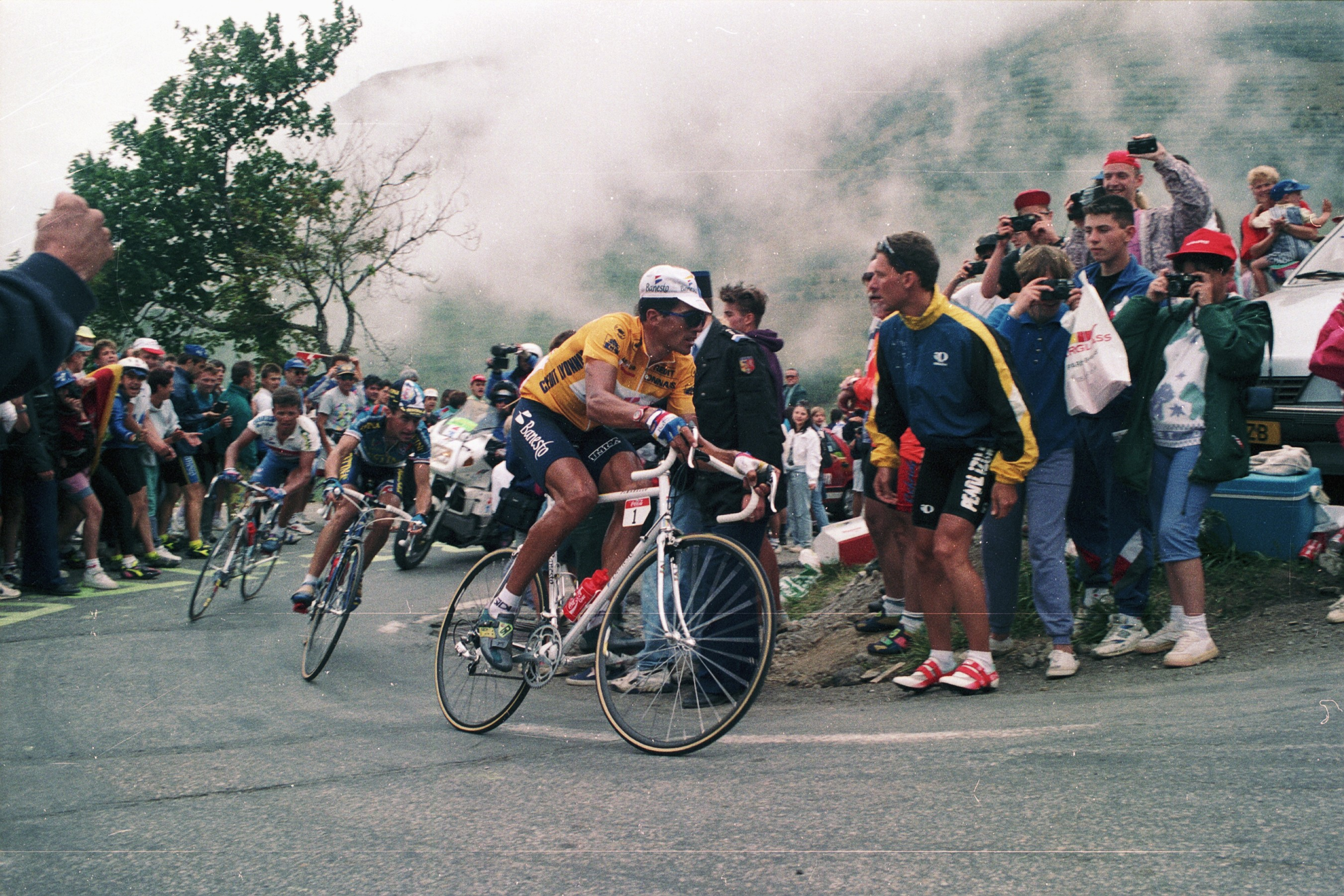
Indurain in azione in salita al Tour de France 1994

Nel mese di luglio Indurain si presentò quindi alla partenza del Tour de France con il ruolo di favorito, senza però quell'alone di invincibilità che lo aveva accompagnato fino ad allora. Tuttavia nella corsa francese non ci fu nessuno in grado di contrapporsi al suo strapotere; nella cronometro di 64 km da Périgueux a Bergerac distanziò il futuro primatista dell'ora Tony Rominger di 2 minuti ed il terzo, Armand de Las Cuevas – medaglia di bronzo mondiale dell'inseguimento su pista nel 1990 –di 4 minuti e 20 secondi. De Las Cuevas, partito 4 minuti prima, fu superato dallo spagnolo a dieci chilometri dal traguardo. Sconfitto da Ugrjumov e Pantani nella cronoscalata di Avoriaz, Indurain giunse comunque a Parigi da vincitore. Qualche settimana più tardi un controllo –effettuato il 15 maggio precedente al Tour de l'Oise – riscontrò però una sua positività all'antidoping: il navarro, veniva evidenziato, aveva assunto salbutamolo, sostanza proibita dalla legislazione francese, ma non dall'Unione Ciclistica Internazionale. Indurain venne comunque presto scagionato per aver dimostrato che l'utilizzo del farmaco era dovuto a scopi terapeutici, per la cura dell'asma. Il 2 settembre 1994, rinunciando anche ai mondiali su strada di Agrigento, riuscì a battere il record dell'ora: nell'occasione, sulla pista del velodromo di Bordeaux, percorse ben 53,040 chilometri con un rapporto 59×14 da 8,86 metri a pedalata, superando di 327 metri il precedente primato detenuto da Graeme Obree. Solo 49 giorni dopo, va detto, questo nuovo record venne superato, sulla stessa pista francese, da Rominger. Il record, come tutti quelli ottenuti dal 1984 in poi su biciclette speciali, verrà poi annullato dall'UCI nel settembre 2000, e riclassificato come "miglior prestazione umana sull'ora".

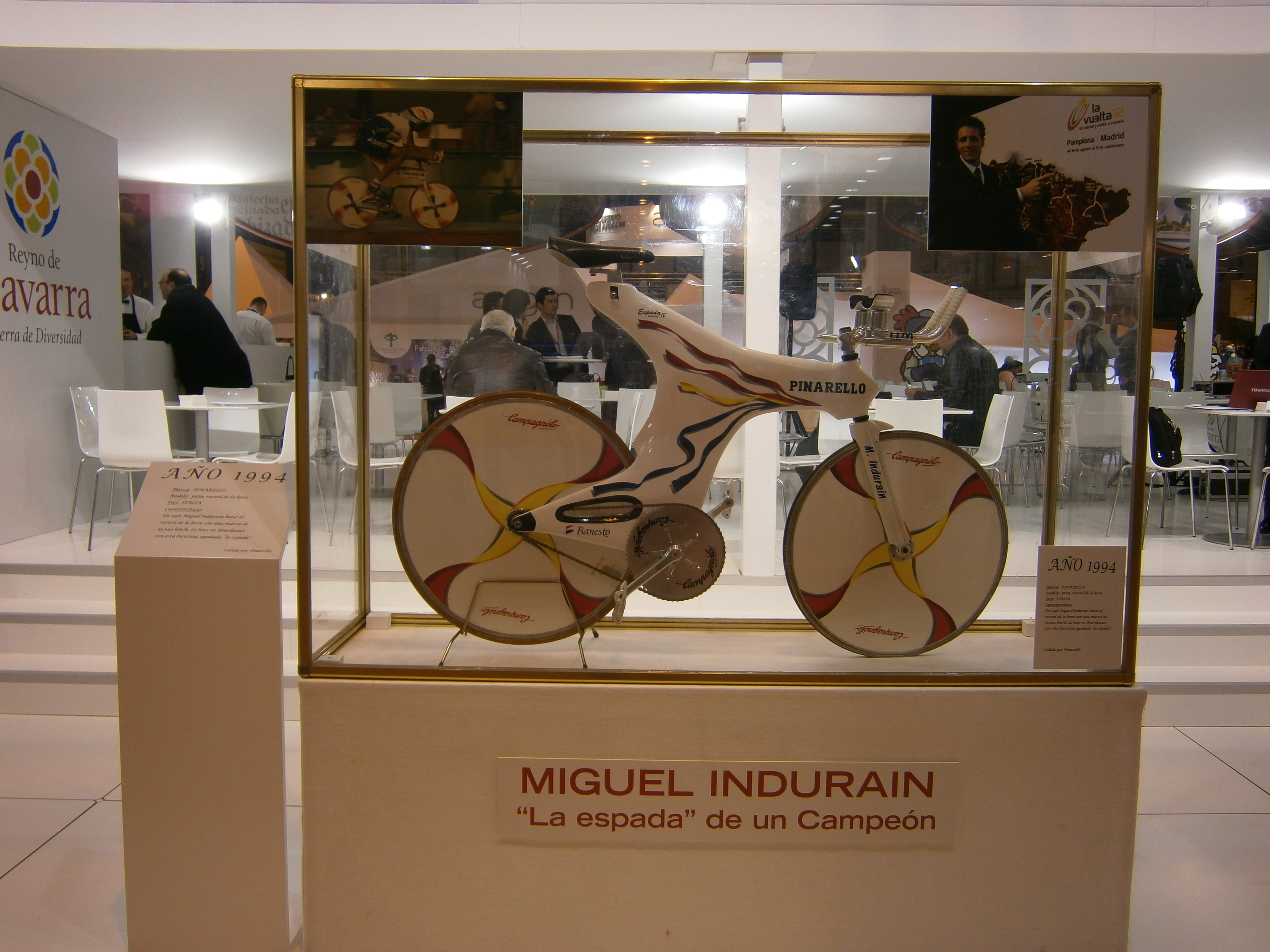
La Pinarello Espada IV, quarta versione del modello utilizzato da Indurain per il record dell'ora

Nel 1995 Indurain vinse il suo quinto Tour de France consecutivo, entrando nella leggenda della corsa francese ed eguagliando Jacques Anquetil, Eddy Merckx e Bernard Hinault a quota cinque successi nella corsa. In quest'annata i suoi principali avversari furono Alex Zülle e Bjarne Riis, che tuttavia non riuscirono mai a lottare realmente per il primato; lo spagnolo dimostrò anzi il proprio strapotere con l'attacco nella frazione pianeggiante verso Liegi (quel giorno lo seguì a ruota il solo Johan Bruyneel, che poi lo batté all'arrivo). La stagione su strada del navarro terminò con i campionati del mondo in Colombia, durante i quali conquistò un oro nella gara a cronometro ed un argento nella prova in linea, dietro al connazionale Abraham Olano; pochi giorni dopo, il 15 ottobre, sulla pista in altura di Bogotà tentò di riprendere il record dell'ora a Rominger (che lo aveva intanto portato a 55,291 km), ma dovette abbandonare, dopo aver percorso 25 chilometri, anche a causa del vento.

### 1996-1997: l'oro olimpico e il ritiro
Nella primavera 1996 si aggiudicò diverse gare nella Penisola Iberica (Volta ao Alentejo, Vuelta a Asturias e Euskal Bizikleta) e per la seconda volta il Critérium du Dauphiné Libéré. Si presentò quindi nuovamente alla Grande Boucle, puntando a battere il record di cinque vittorie nella corsa francese condiviso con Anquetil, Merckx e Hinault. La corsa (che pure, in omaggio a Indurain, passava per Pamplona) diede però indicazioni differenti: lo spagnolo accusò una pesante crisi ipoglicemica nella tappa di Chambéry-Les Arcs, non riuscì a riprendersi nemmeno nelle frazioni successive e concluse la corsa all'undicesimo posto, staccato di 14'14" dal vincitore Bjarne Riis. La stagione comunque venne resa meno amara dalla conquista della medaglia d'oro nella gara a cronometro alle Olimpiadi di Atlanta. In settembre prese il via alla Vuelta a España, cinque anni dopo l'ultima presenza, dovendo però ritirarsi, a causa di problemi respiratori durante la tappa di Lagos de Covadonga. Non venne quindi selezionato per i mondiali di Lugano.
Fu la Vuelta 1996 l'ultima gara di rilievo cui partecipò: dopo alcuni mesi in cui si era vociferato un suo passaggio alla ONCE legato a un deterioramento dei rapporti con la Banesto, il 2 gennaio del 1997 annunciò il suo ritiro dal ciclismo. Nei tredici anni di carriera da professionista vinse 111 gare e vestì per 4 giorni la maglia amarillo alla Vuelta a España, per 29 giorni la maglia rosa al Giro d'Italia e per 60 giorni la maglia gialla al Tour de France.

## Palmarès
- 1984 (dilettanti)

Classifica generale Vuelta a la Comunidad Aragonesa
Trofeo Iberduero
10ª tappa Tour de l'Avenir (cronometro)
- 1985

6ª tappa Tour de l'Avenir
11ª tappa Tour de l'Avenir (cronometro)
- 1986

Prologo Vuelta a Murcia (cronometro)
Classifica generale Vuelta a Murcia
Prologo Tour de la Communauté Européenne (cronometro)
9ª tappa Tour de la Communauté Européenne (cronometro)
Classifica generale Tour de la Communauté Européenne
- 1987

Prologo Vuelta a Murcia (cronometro)
4ª tappa, 2ª semitappa Settimana Catalana (cronometro)
5ª tappa Settimana Catalana
2ª tappa Vuelta a los Valles Mineros
3ª tappa Vuelta a los Valles Mineros
4ª tappa, 1ª semitappa Vuelta a los Valles Mineros
Classifica generale Vuelta a los Valles Mineros
Gran Premio Navarra
1ª tappa Vuelta a Galicia
Prologo Salita Txitxarro (cronometro)
Classifica generale Salita Txitxarro
Memorial Santi Andia
- 1988

4ª tappa, 1ª semitappa Vuelta a Cantabria
2ª tappa Vuelta a Galicia
6ª tappa, 1ª semitappa Volta Ciclista a Catalunya (cronometro)
Classifica generale Volta Ciclista a Catalunya
- 1989

2ª tappa, 2ª semitappa Critérium International (cronometro)
Classifica generale Critérium International
Classifica generale Parigi-Nizza
9ª tappa Tour de France (Pau > Cauterets)
- 1990

5ª tappa Volta a la Comunitat Valenciana
6ª tappa Parigi-Nizza
Classifica generale Parigi-Nizza
5ª tappa, 1ª semitappa Vuelta al País Vasco
16ª tappa Tour de France (Blagnac > Luz Ardiden)
Classica di San Sebastián
6ª tappa Vuelta a Burgos
- 1991

1ª tappa, 2ª semitappa Tour du Vaucluse
Classifica generale Tour du Vaucluse
2ª tappa Euskal Bizikleta
5ª tappa Euskal Bizikleta
8ª tappa Tour de France (Argentan > Alençon)
21ª tappa Tour de France (Lugny > Mâcon)
Classifica generale Tour de France
5ª tappa Volta Ciclista a Catalunya
Classifica generale Volta Ciclista a Catalunya
- 1992

4ª tappa, 2ª semitappa Tour de Romandie (cronometro)
4ª tappa Giro d'Italia (Arezzo > Sansepolcro)
22ª tappa Giro d'Italia (Vigevano > Milano)
Classifica generale Giro d'Italia
Campionato spagnolo, Prova in linea
Prologo Tour de France (San Sebastián, cronometro)
9ª tappa Tour de France (Lussemburgo, cronometro)
19ª tappa Tour de France (Tours > Blois, cronometro)
Classifica generale Tour de France
1ª tappa, 1ª semitappa Trofeo Castilla y Leon (cronometro)
Classifica generale Volta Ciclista a Catalunya
- 1993

6ª tappa Vuelta a Murcia
10ª tappa Giro d'Italia (Senigallia, cronometro)
19ª tappa Giro d'Italia (Pinerolo > Sestriere, cronometro)
Classifica generale Giro d'Italia
2ª tappa Vuelta a los Valles Mineros
4ª tappa Vuelta a los Valles Mineros
Prologo Tour de France (Puy du Fou, cronometro)
9ª tappa Tour de France (Lac de Madine, cronometro)
Classifica generale Tour de France
1ª tappa Vuelta a Castilla y León
Classifica generale Vuelta a Castilla y León
Clásica a los Puertos de Guadarrama
- 1994

6ª tappa Volta a la Comunitat Valenciana
3ª tappa, 2ª semitappa Tour de l'Oise (cronometro)
Classifica generale Tour de l'Oise
9ª tappa Tour de France (Périgueux > Bergerac, cronometro)
Classifica generale Tour de France
3ª tappa Vuelta a Castilla y León
- 1995

4ª tappa, 2ª semitappa Vuelta a Aragón (cronometro)
4ª tappa Vuelta a los Valles Mineros
1ª tappa, 1ª semitappa Vuelta a La Rioja
1ª tappa Vuelta a Asturias
5ª tappa Vuelta a Asturias
Classifica generale Grand Prix du Midi Libre
3ª tappa Critérium du Dauphiné Libéré (cronometro)
Classifica generale Critérium du Dauphiné Libéré
8ª tappa Tour de France (Huy > Seraing)
19ª tappa Tour de France (Lac de Vassivière, cronometro)
Classifica generale Tour de France
1ª tappa Vuelta a Galicia
Classifica generale Vuelta a Galicia
Campionati del mondo, Prova a cronometro
- 1996

1ª tappa Volta ao Alentejo
5ª tappa Volta ao Alentejo
Classifica generale Volta ao Alentejo
1ª tappa Vuelta a Asturias (cronometro)
Classifica generale Vuelta a Asturias
5ª tappa Euskal Bizikleta
Classifica generale Euskal Bizikleta
5ª tappa Critérium du Dauphiné Libéré (cronometro)
6ª tappa Critérium du Dauphiné Libéré
Classifica generale Critérium du Dauphiné Libéré
Giochi olimpici, Prova a cronometro

### Altri successi
- 1984[13]

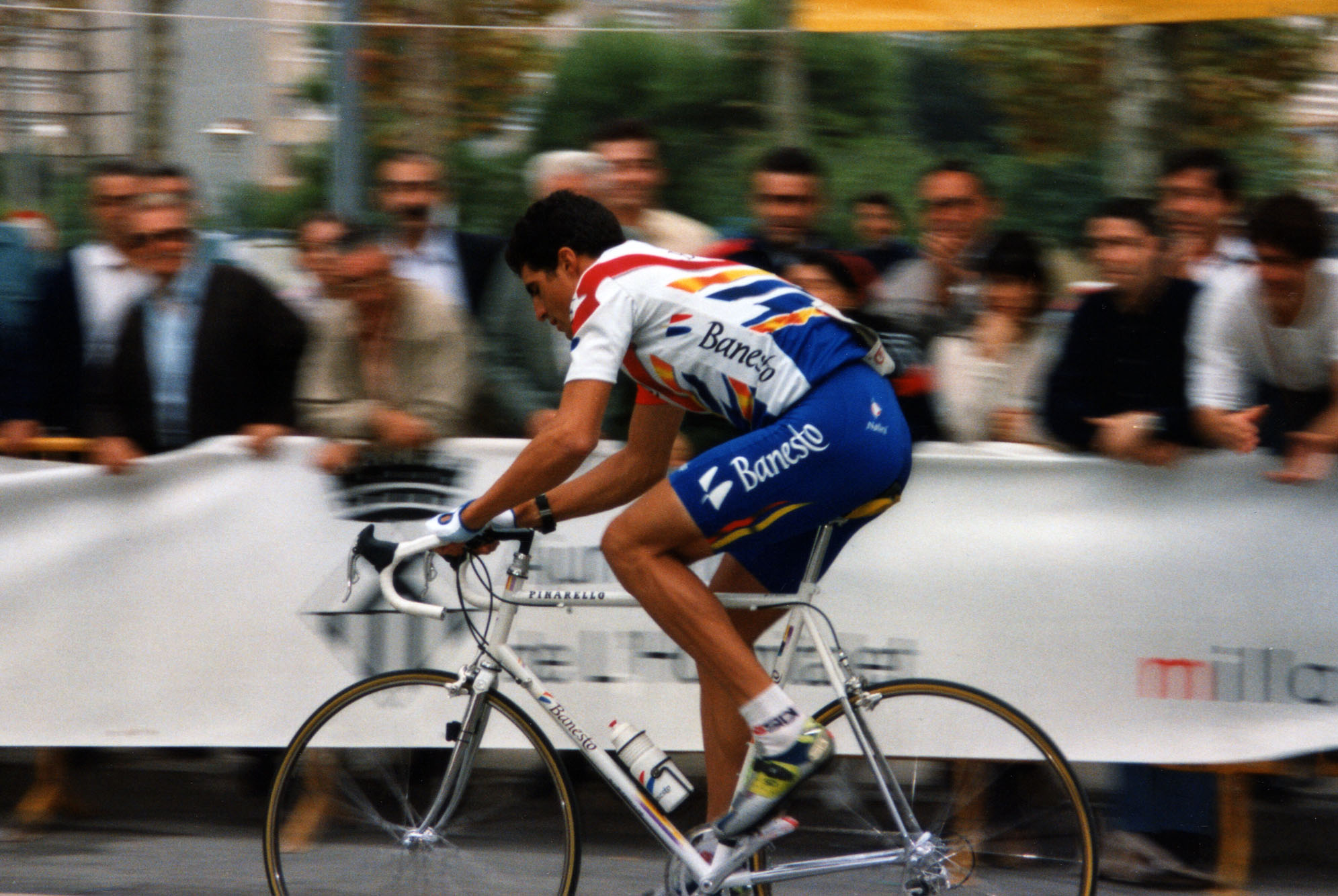
Miguel Indurain

3ª tappa Tour de l'Avenir (cronometro a squadre)
- 1985

Classifica dei traguardi volanti Vuelta a Burgos
- 1986[13]

Classifica dei traguardi volanti Vuelta a Burgos
Criterium di Leiza
Classifica a punti Tour de l'Avenir
- 1988[13]

Criterium di Alcobendas
Classifica a punti Vuelta a Galicia
- 1989[13]

Criterium di Manlleu
Criterium di Pamplona
Criterium di Alquerias
- 1990

Classifica a punti Vuelta a Burgos
- 1991[13]

Gran Premio de Navarra
Classifica della montagna Trofeo Luis Puig
Criterium di Castillon-la-Bataille
Criterium di Tolosa
Criterium di Alqueiras
Criterium di Fuenlabrada
Criterium di Alcobendas
- 1992[13]

Criterium di Monein
Circuit de l'Aulne (criterium)
Classifica intergiro Giro d'Italia
Trofeo Bonacossa Giro d'Italia
Criterium di Oviedo
Criterium di Fuenlabrada
Criterium di Rafelbunyo
Criterium di Hernani
Classifica mondiale FICP
- 1993[13]

Criterium di Valladolid
Criterium di Oviedo
Criterium di Salamanca
Criterium di Alquerias
Criterium di Rafelbunyol
Criterium di Alcobendas
Classifica mondiale UCI
- 1994[13]

Criterium di Castillon-la-Bataille
Criterium di Valladolid
Criterium di Salamanca
Criterium di Fuenlabrada
Criterium di Durango
Criterium di Gran Canaria
Record dell'ora (su pista)
- 1995[13]

Grand Prix of Moscow (criterium)
- 1996[13]

Criterium di Colmar
Criterium Ciutat de L'Hospitalet
Criterium di Pamplona
Criterium di Fuenlabrada
Criterium di Xàtiva

## Piazzamenti

### Grandi Giri
- Giro d'Italia

1992: vincitore
1993: vincitore
1994: 3º
- Tour de France

1985: ritirato (4ª tappa)
1986: ritirato (12ª tappa)
1987: 97º
1988: 47º
1989: 17º
1990: 10º
1991: vincitore
1992: vincitore
1993: vincitore
1994: vincitore
1995: vincitore
1996: 11º
- Vuelta a España

1985: 84º
1986: 92º
1987: ritirato (12ª tappa)
1988: ritirato (21ª tappa)
1989: ritirato (18ª tappa)
1990: 7º
1991: 2º
1996: ritirato (13ª tappa)

### Classiche monumento
- Milano-Sanremo

1989: 43º
1991: 124º
1992: 167º
1993: 123º
1994: 31º
1995: 132º
1996: 115º
- Liegi-Bastogne-Liegi

1989: 10º
1990: 12º
1991: 4º
1993: 51º

### Competizioni mondiali
- Campionati del mondo

Villach 1987 - In linea: 64º
Ronse 1988 - In linea: ritirato
Chambéry 1989 - In linea: ritirato
Utsunomiya 1990 - In linea: 12º
Stoccarda 1991 - In linea: 3º
Benidorm 1992 - In linea: 6º
Oslo 1993 - In linea: 2º
Duitama 1995 - Cronometro: vincitore
Duitama 1995 - In linea: 2º
- Giochi olimpici

Los Angeles 1984 - In linea: ritirato
Atlanta 1996 - Cronometro: vincitore
Atlanta 1996 - In linea: 26º

## Riconoscimenti
- Velo d'Or della rivista Vélo Magazine nel 1992 e 1993
- Mendrisio d'Oro del Velo Club Mendrisio nel 1992
- Premio Principe delle Asturie per lo sport nel 1992
- Sportivo mondiale dell'anno della Gazzetta dello Sport nel 1992 e 1993[40]
- Atleta dell'anno della United Press International nel 1993
- Gran Premio Serge Kampf dell'Accademia dello Sport nel 1995
- Marca Leyenda nel 1997
- Premio Español Universal nel 2002
- Premio Vincenzo Torriani nel 2007
- Medaglia d'oro al merito sportivo della Navarra nel 2010
- Atleta spagnolo del XX secolo del Mundo Deportivo[40]
- Inserito nella Giro d'Italia Hall of Fame nel 2018[4]
- Membro della Laureus World Sports Academy